# Musée universitaire A Domus do Mitreo
Le musée universitaire A Domus do Mitreo est un centre muséal géré par l'Université de Saint-Jacques-de-Compostelle et situé près de la muraille romaine de Lugo, province de Galice en Espagne,.
Le musée est appelé Domus do Mitreo car lors des recherches archéologiques effectuées avant la construction du nouveau bâtiment, sont apparus les restes d'une domus qui, au Bas-Empire romain, a été partiellement rénovée pour construire un bâtiment privé destiné à un usage de mithraeum. L'importance historique des vestiges archéologiques découverts a obligé de repenser le projet architectural initialement prévu pour les préserver et les intégrer dans le nouveau bâtiment.

## Historique
L'exploration d'un ancien pazo, près de la muraille romaine, pour sa réhabilitation, a conduit à la découverte d'une domus romaine, laquelle a existé sans interruption depuis le début de l'ère chrétienne jusqu'à la fin de l'Empire romain. 
Les fouilles archéologiques, menées sur plusieurs campagnes entre 2000 et 2007, ont atteint une superficie d'environ 600 m2. Une partie de la domus a été remodelée pour créer une salle identifiée comme un mithraeum daté du début du IIIe siècle apr. J.-C..
Vers 260 apr. J.-C., la domus a été presque entièrement détruite au cours de la reconstruction de la muraille de la ville. Néanmoins, le sanctuaire du culte de Mithra semble avoir continué à être utilisé comme centre religieux pour sa communauté jusqu'au milieu du IVe siècle.

### Le mithraeum

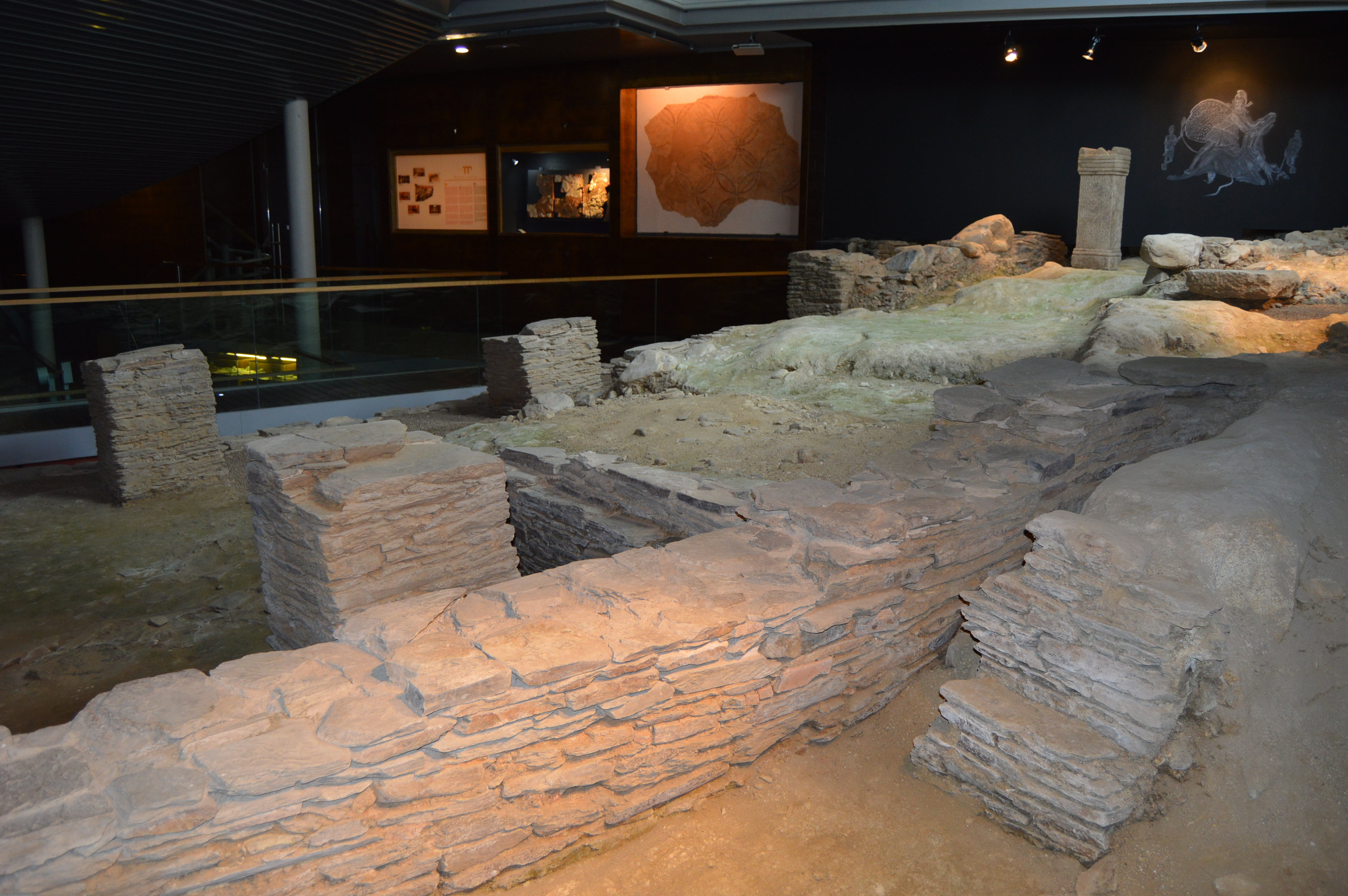
Espace muséal.

Il a un plan rectangulaire de 15,70 × 7 m avec une cella (nef centrale) bordée de chaque côté par une rangée de cinq piliers. Il est supposé que les piliers soutenaient les banquettes latérales qui servaient de triclinium aux membres de la communauté. Un vestibule se trouvait sur le côté sud, avec une entrée entre les piliers. Au bout de la nef centrale, d'environ 110 m2, une niche recevait le bas-relief de la tauroctonie. L'entrée principale était probablement située sur la façade opposée à la niche, mais aucun vestige n'a pu être localisé, seulement quelques structures identifiées comme une sorte de narthex ou d'antichambre.

### L'autel votif
Lors des fouilles de 2003, un autel en granit a été exhumé sur le site. Cet autel était dédié par Gaius Victorius Victorinus, un centurion de la Legio VII Gemina Antoniana Pia Felix au début du IIIe siècle.
« Deo Invic(to) Mithrae G(aius) Victorius Vic/torinus (centurio) L(egionis) VII G(emina) Antonianiae P(iae) F(elicis) in honorem stationis lucensis et Victoriorum Secundi et Victoris lib(ertorum) suorum aram posuit libenti animo (hedera) »
« Au Mithra invaincu, Gaius Victorius Victorinus, centurion de la Legio VII Gemina Antoniania Pia Felix en l'honneur de la Statio Lucuensis et de Victorius Secundus et Victor, ses affranchis, a volontairement placé cet autel. »
Le texte ne nous parle pas seulement du dieu Mithra, mais il fait également référence à l'identité du propriétaire de la domus, Victorius Victorinus, ainsi qu'à deux de ses affranchis, à qui il dédie également l'inscription. Sa profession et sa position sociale sont également précisées ; il était centurion à la Statio Lucensis (Lugo), c'est-à-dire la station civile et militaire utilisée par l'administration romaine. L' autel, peut être vu in situ, à l'endroit même où il a été découvert.

## Le musée
L'espace du musée regroupe divers vestiges archéologiques dans trois enceintes : le hall, le sous-sol (avec les reliefs du mur d'origine et du temple de Mithra) et le premier étage. Les installations du musée permettent d'accéder aux fouilles archéologiques depuis le rez-de-chaussée et à un espace d'exposition situé au premier étage qui explique l'évolution historique de cette zone de la ville et des bâtiments construits du Moyen Âge à nos jours. Il dispose d'une salle de conférence située au rez-de-chaussée (la Maison du Savoir). L'espace est accessible via une plate-forme élévatrice.

## Galerie

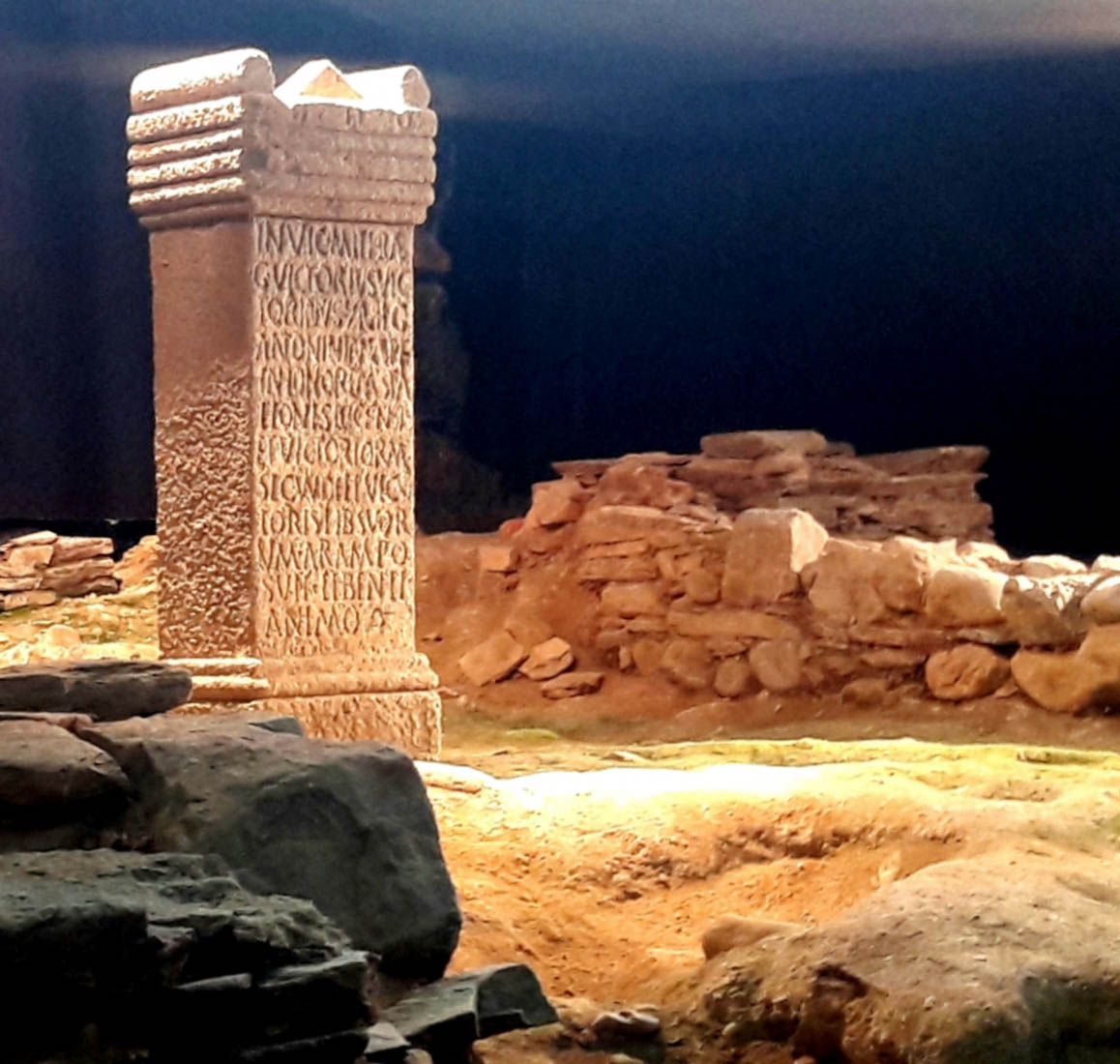
Autel votif.
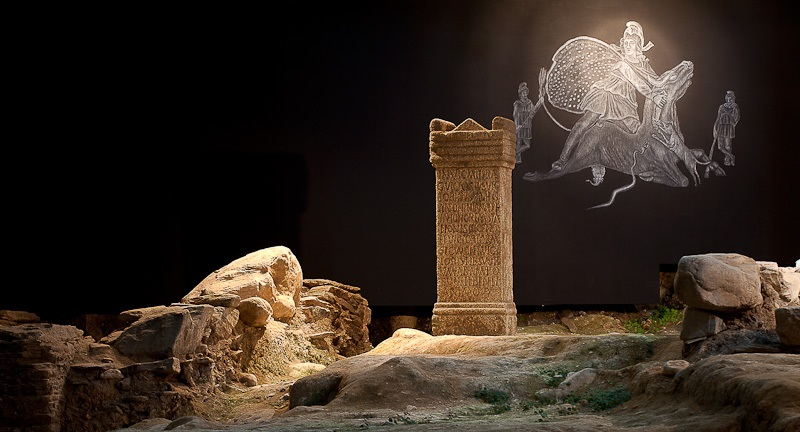